# متلازمة ويلينز
متلازمة ويلينز( Wellens' syndrome)هي حالة مرضية تظهر جليا في نمط من تخطيط كهربائية القلب (ECG) و الذي عادة ما يمثل تضيقًا خطيرًا في الفرع الأمامي بين البطينين للشريان التاجي الأيسر (LAD). غالبًا ما يعاني الأشخاص من ألم في الصدر، و يختفي عند وصولهم إلى المستشفى. تشمل مضاعفات المرض على خطر الإصابة باحتشاء عضلة القلب (MI) بنسبة 75% خلال أسابيع دون تلقي العلاج المناسب.
و يعتقد أن الآلية الأساسية للمرض تنطوي على تمزق لوحة تصلب الشرايين مما يؤدي إلى انسداد الفرع الأمامي بين البطينين للشريان التاجي الأيسر (LAD)، يليه جلطة دموية قبل حدوث احتشاء عضلة القلب.و في حوالي 90% من الحالات يكون هناك انسداد قريب في LAD القريب. إضافة إلى ذلك، يمكن أن يحدث أيضًا في حالة تشنج الأوعية التاجية و اعتلال عضلة القلب تاكوتسوبو.
يعتمد التشخيص على إجراء تخطيط كهربائية القلب (ECG) الذي يُظهر موجات T مقلوبة بعمق أو ثنائية الطور في الاتجاهين V2 وV3 على الأقل. قد تشمل النتائج الأخرى ما يلي: ارتفاع الجزء ST أقل من 1 مم، و غياب موجات Q، والتروبونين يكون طبيعيا أو مرتفعا قليلاً. و عند حدوث ألم في الصدر، قد يبدو مخطط كهربية القلب طبيعيًا.
يتم العلاج عن طريق التدخل التاجي عن طريق الجلد (PCI). و بانتظار تنفيذ ذلك، يستخدم الأسبرين والهيبارين عادةً. متلازمة ويلينز شائعة نسبيا. و اكتشف لأول مرة في عام 1982 من قبل هاين ويلينز.